# Reliability centered maintenance
Reliability Centred Maintenance (RCM) is een verbetermethodiek binnen onderhoudsmanagement.
RCM is een methode voor het opstellen en optimaliseren van een strategie voor technische systemen (fysieke assets), voor het verbeteren van de betrouwbaarheid, beschikbaarheid, productkwaliteit en kosteneffectiviteit binnen de randvoorwaarden van de (zelfopgelegde) wet en regelgeving op het gebied van veiligheid en milieu. De methode is gestandaardiseerd (SAE JA1011 en JA1012) en wordt wereldwijd toegepast. Er kan daarom worden gesproken van een best-practice op het gebied van onderhoudsmanagement, risicomanagement en assetmanagement. RCM richt zich op het voorkomen of beperken van de gevolgen van storingen. De RCM-methode start met een risico-inventarisatie gevolgd door selectie van geschikte strategieën voor het beheersen van deze risico's. Elke strategie wordt geselecteerd op basis van fysische aspecten (technische haalbaarheid genoemd) en door de toegevoegde waarde van de taak af te wegen tegen de directe en indirecte kosten die gemoeid gaan met de uitvoer van de taak (het "de moeite waard"-principe). Er worden daarbij twee soorten strategieën overwogen: planmatige onderhoudstaken of eenmalige wijzigingen. Planmatige onderhoudstaken zijn taken die worden uitgevoerd met een vooraf bepaald interval. Er worden de volgende soorten onderhoudstaken onderscheiden: toestandsafhankelijk onderhoud, preventief vervangen/reviseren, functietesten of een combinatie van hiervan. De eenmalige wijzigingen die worden overwogen zijn: bewust een storing afwachten, het wijzigen van regels en procedures voor (veelal) productie en onderhoud, opleiden of geven van instructie, fysiek herontwerp of het aanpassen van wijze van het gebruik (belasting) van het systeem.

## Historie
De oorsprong van Reliability-centred Maintenance ligt in de vliegtuigindustrie. Reeds in de jaren 60 gaf de United States Federal Aviation Administration (FAA) de aanzet tot deze methodiek met een grootschalig onderzoek naar het onverklaarbare faalgedrag van bepaalde vliegtuigcomponenten en de mogelijkheden van preventief onderhoud. De bevindingen van dit onderzoek werden verwerkt in een rapport, dat bekend stond onder de naam MSG-1 (Maintenance Steering Group), en voor het eerst toegepast werd op het onderhoudsprogramma van de nieuwe Boeing 747. Het onderhoudsprogramma van de Boeing 747 werd hiermee het eerste onderhoudsprogramma dat gebaseerd was op de principes van RCM.
Na het succes van de Boeing 747 werd deze techniek verder uitgerold. Niet alleen binnen de vliegtuigindustrie, maar ook daarbuiten. Onder aanvoering van John Moubray, een van de betrokkenen van het eerste uur, werd deze techniek (inmiddels RCM genoemd) begin jaren 80 ook binnen de mijnbouw en industrie geïntroduceerd. Het milieuaspect van de RCM-methodiek bleek binnen de andere industrieën minder goed vertegenwoordigd en dit resulteerde in 1990 in een aangepaste methodiek, RCM2 genaamd. Er zijn ook nog andere vormen van RCM, zoals dRCM, wat staat voor dynamic Reliability-Centred Maintenance. Deze vorm werd in 2006 geïntroduceerd.

## 7 Basisvragen

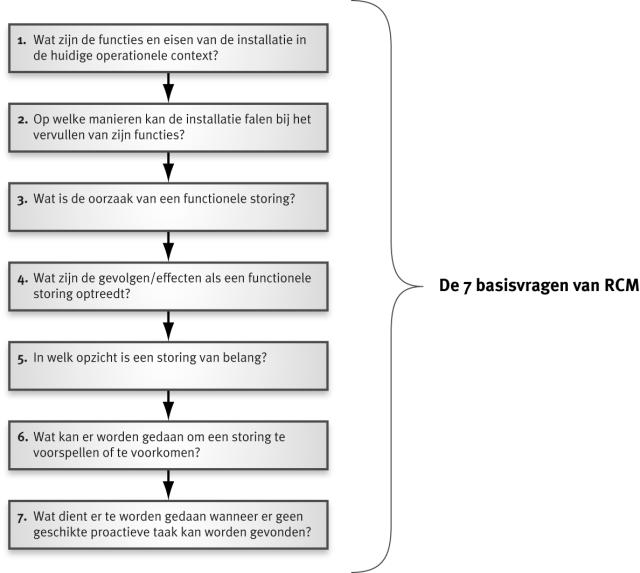
fig.1 De 7 basisvragen van RCM

RCM is een gestructureerde aanpak waarmee de meest kosteneffectieve onderhoudstaak wordt bepaald voor iedere (mogelijke) storing aan de installatie. Centraal binnen dit proces staan de 7 basisvragen, zie fig. 1.
Om te bepalen welke onderhoudstaken nodig zijn voor een installatie, dient men eerst te weten welke functie(s) de installatie moet vervullen (vraag 1). RCM maakt hierbij onderscheid tussen primaire functies (functies waarvoor de installatie is aangeschaft) en secundaire functies (bijvoorbeeld het veilig kunnen uitvoeren van de functie). Voor iedere functie van de installatie dient bepaald te worden wat het vereiste prestatieniveau is. Voor primaire functies kan dit uitgedrukt worden in prestatie/snelheid, beschikbaarheid, betrouwbaarheid en kwaliteit van de installatie. Voor alle functies geldt dat het vereiste prestatieniveau meetbaar moet zijn.
Vervolgens kan bepaald worden welke storingen ervoor zorgen dat de installatie niet meer aan het vereiste prestatieniveau kan voldoen. RCM noemt dit functionele storing (vraag 2). Dit kan een totale uitval van de functie betekenen, maar ook een gedeeltelijke uitval. Voor elke functionele storing worden alle mogelijke vormen (faalvormen) in kaart gebracht (vraag 3). De storingsvormen omvatten normale veroudering en slijtage, maar ook menselijke falen en invloeden van buitenaf.
De volgende stap is het in kaart brengen van de gevolgen van iedere storingsvorm (vraag 4). Een storingseffect beschrijft wat er gebeurt als de storing optreedt. Bijvoorbeeld het branden van een waarschuwingslamp, het ontstaan van rook of een ongewone geur, of het geheel uitvallen van de installatie. Daarnaast wordt omschreven wat de gevolgen zijn op het gebied van de 4 waardedrijvers in onderhoud; Beschikbaarheid, Kosten, Veiligheid, Gezondheid en Milieu en Middelen. Deze informatie is van belang voor de volgende stap: het bepalen van de consequentie van de storing (vraag 5).
Niet alle storingen hebben een even groot belang. RCM zorgt voor het prioriteren van deze storingen. Immers, storingen met minimale consequenties behoeven geen preventieve actie die de kans van het optreden van de storing vermindert. De laatste stappen in het RCM proces zijn het vaststellen van de meest geschikte proactieve taak. Een proactieve (=preventieve) taak is een periodieke geplande revisie, vervanging of een inspectie om mogelijke storingen op te sporen. Als het niet mogelijk is een proactieve taak te bedenken dient een andere actie ondernomen te worden zoals een ontwerp-verandering, een totale vervanging van de installatie of het accepteren van de storing en dus ook de mogelijke gevolgen. Bij de laatste optie kunnen de gevolgen nog enigszins beperkt worden door na te denken over de reparatiemethode en eventueel het alvast klaarzetten van reservedelen om zo de totale stilstandtijd te verminderen.